# Tod's
Tod's S.p.A. is een Italiaanse holding van een groep die luxe lederwaren, schoenen, kleding en modeaccessoires produceert en verdeelt. Ze heeft de eigen merken Tod's, Hogan en Fay. Tod's en Hogan zijn merken van schoenen, handtassen en luxe lederwaren; Fay is een merk van casual kleding. Daarnaast bezit Tod's de exclusieve licentie voor de productie en distributie van het Franse schoenenmerk Roger Vivier.
De geschiedenis van het bedrijf gaat terug tot het begin van de twintigste eeuw, toen Filippo Della Valle een kleine schoenfabriek opende in de Marken. Rond 1978 vormde zijn kleinzoon Diego Della Valle het familiebedrijf om naar een industrieel concern. Het werd bekend dankzij de Gommino slippers ("loafers"), die nog steeds geproduceerd worden. In de jaren 1980 werden de merken Hogan (sportschoenen en sneakers) en Fay (prêt-à-porter) ingevoerd. Sedert 2000 is het een beursgenoteerd bedrijf op de Borsa Italiana. De koers was opgenomen in de FTSE MIB beursindex tot 18 maart 2016. De familie Della Valle is met 58,3% meerderheidsaandeelhouder (stand op 1/10/2012). 
In de jaren 1990 gebruikte Tod's oude foto's van beroemdheden als Audrey Hepburn, Cary Grant en John F. Kennedy en Jacqueline Kennedy in haar publiciteit. Recent hebben onder meer Gwyneth Paltrow en Anne Hathaway in de reclame van Tod's opgetreden.